# (38323) 1999 RB127
1999 RB127 (asteroide 38323) é um asteroide da cintura principal. Possui uma excentricidade de 0.08357280 e uma inclinação de 13.84493º.
Este asteroide foi descoberto no dia 9 de setembro de 1999 por LINEAR em Socorro.